# 1185 dans les croisades
Cette page regroupe les évènements concernant les Croisades qui sont survenus en 1185 :
- 16 mars : mort de Baudouin IV le lépreux, roi de Jérusalem. Son neveu Baudouin V lui succède, sous la régence de Raymond III de Tripoli[1].
- août : Guillaume II de Sicile s'empare de Durazzo[2].
- 7 septembre : Guillaume II de Sicile est battu par les Byzantins à Démétiza en Macédoine[2].
- 12 septembre : Assassinat de l'empereur Andronic Ier Comnène par son cousin Isaac II Ange qui lui succède[3].